# Plegafulles d'ulleres
El plegafulles d'ulleres (Anabacerthia variegaticeps) és una espècie d'ocell de la família dels furnàrids (Furnariidae) que habita la selva humida de les muntanyes del sud de Mèxic, Amèrica Central i per l'oest dels Andes, a Colòmbia i l'Equador.